# Catherine Clinch
Catherine Clinch (* 2008 oder 2009) ist eine irische Kinderdarstellerin.

## Leben und Wirken
Catherine Clinch ist Schülerin der Scoil Bhríde in Ranelagh, Dublin. Sie nimmt Tanz- und Schauspielunterricht am Independent Theatre Workshop.
Einem breiten Publikum wurde die 11-Jährige durch ihre Verpflichtung in Colm Bairéads irischsprachigen Jugendfilm The Quiet Girl (2022) bekannt, der ihr Debüt als Filmschauspielerin darstellt. In dem Drama übernahm Clinch die Titelrolle der zurückhaltenden 9-Jährigen Cáit, die den Sommer 1981 auf der Farm von Verwandten (dargestellt von Carrie Crowley und Andrew Bennett) fernab ihrer Familie verbringt und zum ersten Mal in ihrem Leben ein Gefühl von Geborgenheit kennenlernt. Zur Uraufführung erhielt The Quiet Girl eine Einladung in die Sektion Generation der 72. Berlinale. Im selben Jahr wurde Clinch bei der Verleihung der Irish Film and Television Awards der Preis für die beste Hauptdarstellerin zuerkannt.
Clinch lebt in Dublin. Zu ihren Hobbys zählt sie u. a. die Musik, das Zeichnen, Schwimmen sowie den Hockey- und Gaelic-Football-Sport.

## Filmografie
- 2022: The Quiet Girl (An Cailín Ciúin)

## Auszeichnungen
- 2022: Irish Film and Television Award – Beste Hauptdarstellerin (The Quiet Girl)